# Daitō-shotō
Daitō-shotō (jap. 大東諸島) – grupa wysp koralowych, usytuowana na Morzu Filipińskim na południowy wschód od Okinawy. Administracyjnie przynależą do japońskiej prefektury Okinawa. W skład archipelagu wchodzą większe wyspy: Minami Daitō-jima i Kita Daitō-jima oraz oddalona od nich mniejsza wyspa Oki Daitō-jima. Dwie większe wyspy archipelagu są zamieszkane.
| Zdjęcie | Nazwa                        | Współrzędne                           | Powierzchnia [km²] | Najwyższe wzniesienie [m n.p.m.] |
| ------- | ---------------------------- | ------------------------------------- | ------------------ | -------------------------------- |
|         | Minami Daitō-jima (南大東島) | 25°51′N 131°15′E/25,850000 131,250000 | 30,57              | 78                               |
|         | Kita Daitō-jima (北大東島)   | 25°57′N 131°18′E/25,950000 131,300000 | 11,54              | 75                               |
|         | Oki Daitō-jima (沖大東島)    | 24°28′N 131°11′E/24,466667 131,183333 | 1,15               |                                  |